# Ganvie
Ganvie là một ngôi làng nằm trong hồ Nokoué, gần Cotonou, Benin. Với dân số 20.000 người, đây là làng ven hồ lớn nhất châu Phi, là một địa điểm thu hút khách du lịch ghé thăm.

## Lịch sử
Ngôi làng được hình thành vào thế kỷ 16 hoặc 17 bởi những người Tofinu, khi họ đến khu vực hồ này để trốn tránh những người Fon bắt giữ nô lệ để bán cho các thương nhân châu Âu. Họ đã biến những vùng nước nông và đảo trong hồ trở thành thiên đường, người dân làng Ganvie được ví như là những "người nước".
Tuy là một địa danh nổi tiếng nhưng ngành du lịch lại không phải là chủ đạo. Kinh tế của ngôi làng chủ yếu dựa vào nông nghiệp, bao gồm cả chăn nuôi và đánh bắt cá trong hồ.
Ngôi làng đã được thêm vào Danh sách di sản dự kiến của UNESCO vào ngày 31 tháng 10 năm 1996 để xét công nhận Di sản thế giới trong tương lai.

## Hình ảnh

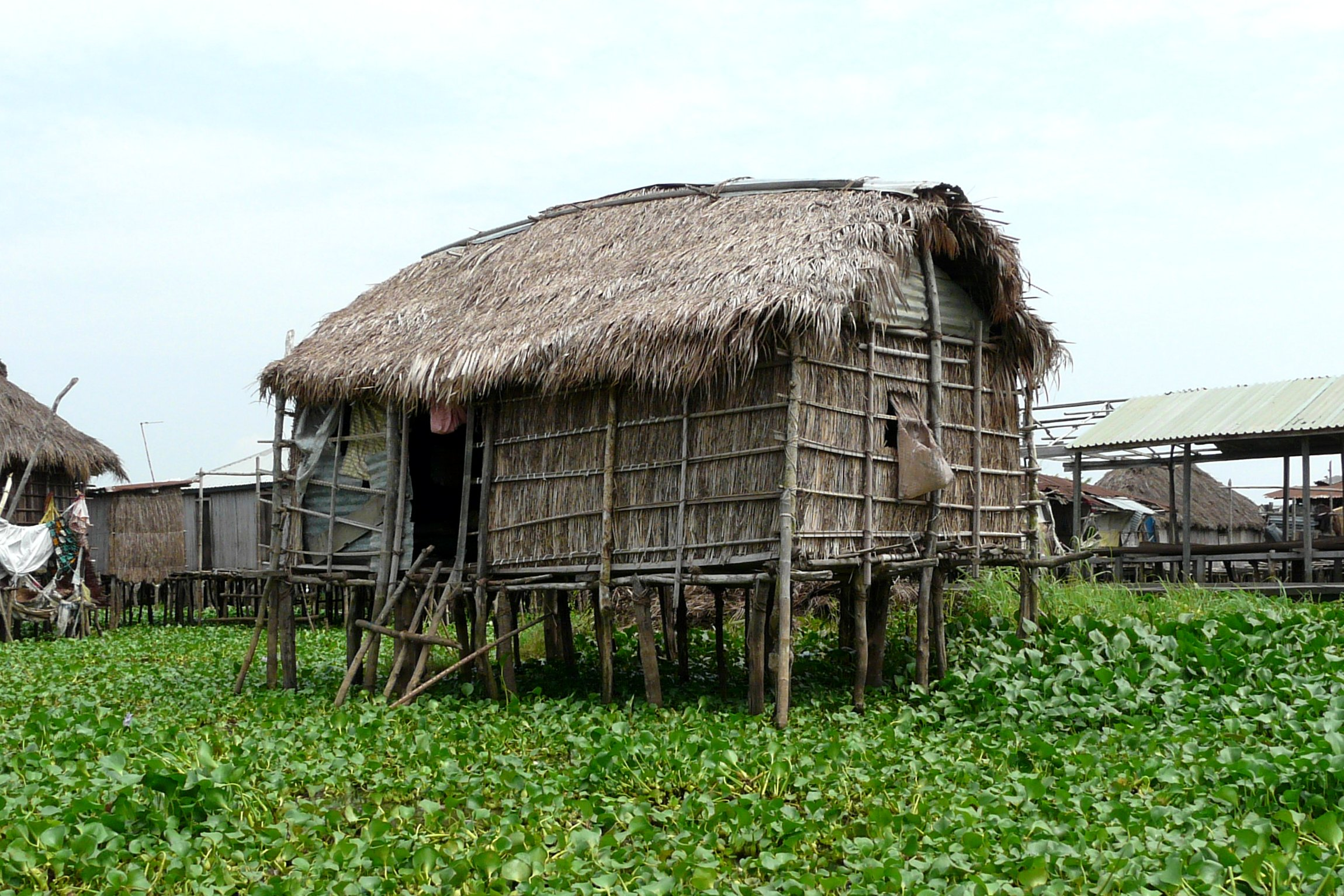
Nhà ở Ganvie
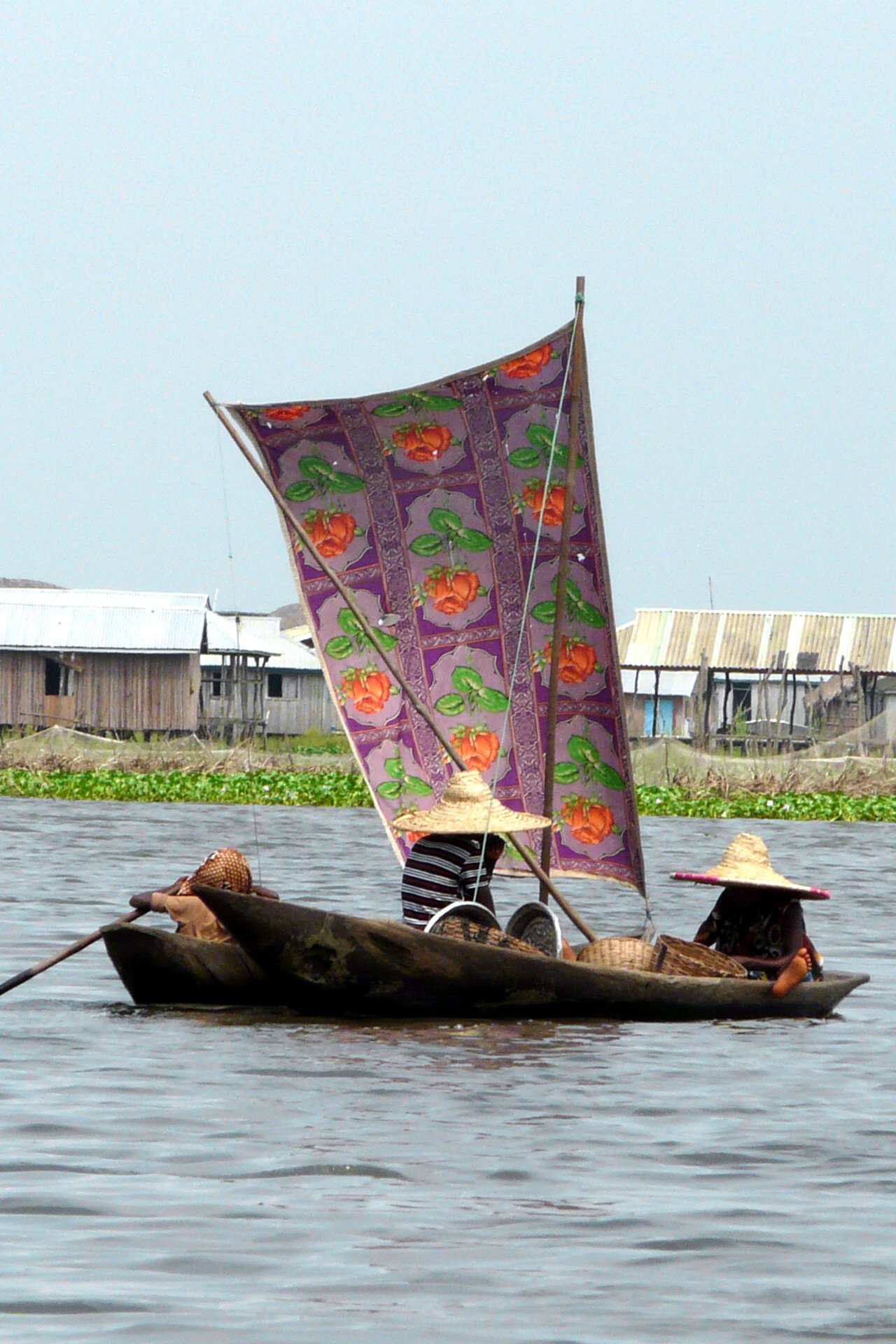
Thuyền